# Апенино (Мачерата)
Апенино (итал. Appennino) насеље је у Италији у округу Мачерата, региону Марке.
Према процени из 2011. у насељу је живело 60 становника. Насеље се налази на надморској висини од 757 м.